# Maria Tost Forrellat
Maria Tost Forrellat   (Sant Cugat del Vallès, 21 de març de 1994) és una jugadora catalana d'hoquei sobre herba. Va començar a jugar a hoquei herba amb 4 anys al Club Egara. Posteriorment, va jugar dues temporades (2016-2018) al Mannheimer HC de la lliga alemanya.
Va ser medalla de bronze al Campionat Europeu d'Hoquei sobre Herba Femení de 2019 disputat a Anvers.